# Józef Toczyski

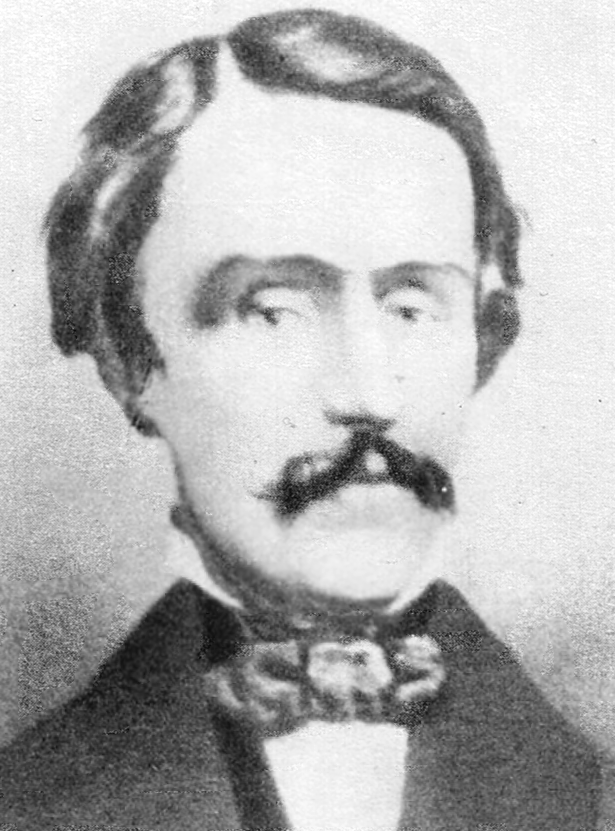
Józef Toczyski

Józef Toczyski (ur. 1828, zm. 5 sierpnia 1864 w Warszawie) – naczelnik Wydziału Skarbu Rządu Narodowego.

## Życiorys
Zatrudniony jako buchalter w administracji dróg bitych. Był księgowym w Towarzystwie Rolniczym. W 1846 oddany pod sąd wojenny za działalność spiskową i wyrokiem z 1848 zesłany na siedem lat do rot aresztanckich na Syberię.
Po wybuchu powstania styczniowego objął stanowisko referenta kontroli Wydziału Skarbowego w rządzie Karola Majewskiego. Pełnił też funkcję kontrolera Kasy Głównej zainstalowanej przy Wydziale Skarbu. Od grudnia Toczyski objął stanowisko dyrektora tego Wydziału w rządzie Romualda Traugutta. 29 stycznia 1864 aresztowany, więziony był w X Pawilonie Cytadeli Warszawskiej. 5 sierpnia 1864 został powieszony na stokach Cytadeli Warszawskiej wraz z Romualdem Trauguttem, Romanem Żulińskim, Rafałem Krajewskim i Janem Jeziorańskim. Wszyscy zostali symbolicznie upamiętnieni na grobie córki Traugutta, Alojzy, na Cmentarzu Powązkowskim w Warszawie.

## Galeria

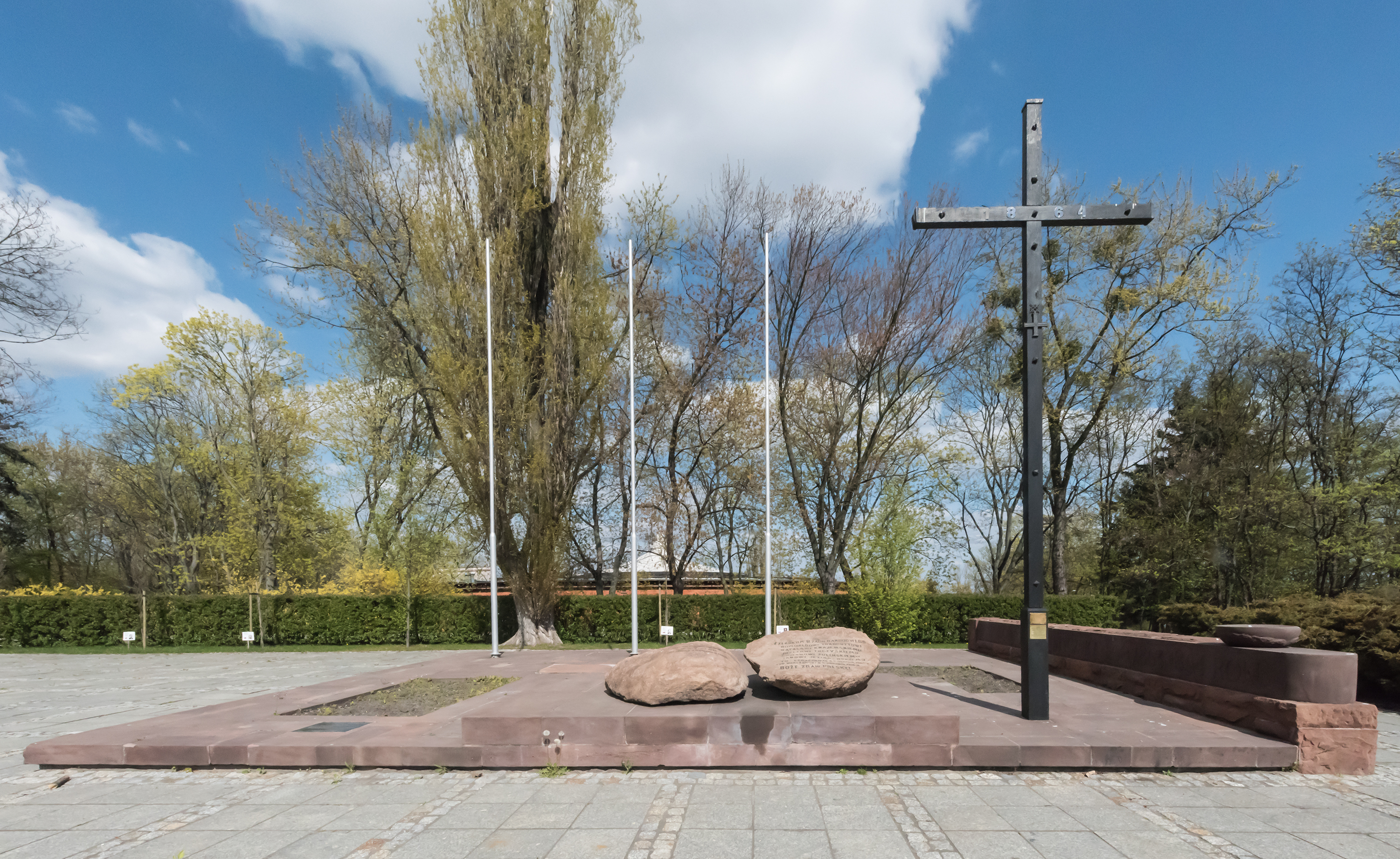
Upamiętnienie w miejscu stracenia członków Rządu Narodowego w powstaniu styczniowym: Romualda Traugutta, Rafała Krajewskiego, Józefa Toczyskiego, Romana Żulińskiego i Jana Jeziorańskiego, park im. Romualda Traugutta w Warszawie
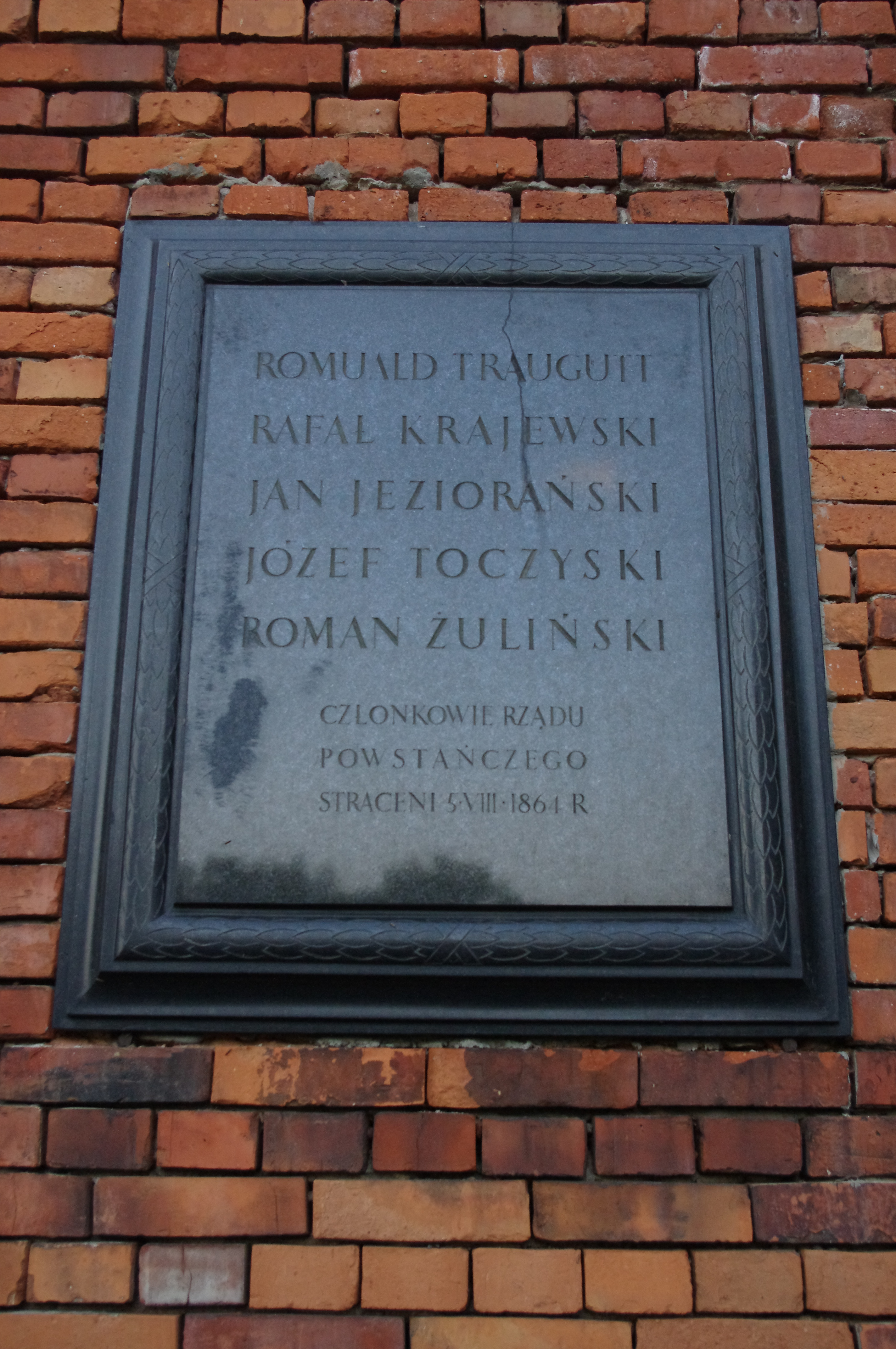
Tablica wmurowana w ścianę Cytadeli Warszawskiej tuż za szczątkami szubienicy, na której w okresie zaborów ginęli bojownicy o wyzwolenie narodowe i przemiany społeczne. Tablica upamiętnia członków rządu powstania styczniowego straconych 5 sierpnia 1864 r.